# Mat Hoffman's Pro BMX
Mat Hoffman's Pro BMX (MHPBMX) est un jeu vidéo de simulation de BMX édité par Activision en 2001 sur PlayStation, Game Boy Color, Dreamcast, PC (Windows) et Game Boy Advance. Reprenant le moteur de Tony Hawk's Pro Skater 2, le fond et la forme du jeu est similaire à THPS2. Il a pour suite Mat Hoffman's Pro BMX 2.

## Système de jeu
L'objectif de Mat Hoffman's Pro BMX est de réaliser, combiner et réussir différents tricks au guidon d'un vélo de type BMX, ainsi que de réaliser des objectifs divers comme récolter des objets. Le joueur peut incarner huit différents cyclistes BMX professionnels, dont Mat Hoffman, Rick Thorne ou Mike Escamilla.

## Développement
Fort du succès retentissant de la série des Tony Hawk's, Activision continue à produire des jeux de sport extrême comme Mat Hoffman's Pro BMX, le jeu de snowboard Shaun Palmer's Pro Snowboarder ou le jeu de surf Kelly Slater's Pro Surfer. Mat Hoffman's Pro BMX utilise le même moteur graphique que Tony Hawk's Pro Skater 2, le fond et la forme du jeu est donc similaire à THPS2. 

## Réception
Pour Jihem de Jeuxvideo.com qui note le jeu 15 sur 20, il n'y a pas assez d’innovations par rapport à THPS2, mais MHPBMX reste un bon et bien meilleur titre à côté de ses concurrents Dave Mirra Freestyle BMX et Dave Mirra Freestyle BMX 2.
La rédaction de Gamekult teste le jeu et le note 5 sur 10. Elle déplore qu'Activision n'a fait que reprendre point par point ce qui a fait le succès de THPS2 et regrette amèrement le manque de soins apporté à la conversion PC.

## Postérité
La version PlayStation de Tony Hawk's Pro Skater 2 inclut une démo de Mat Hoffman's Pro BMX accessible depuis le menu « Options ».